# Theatro Municipal do Rio de Janeiro
O Theatro Municipal do Rio de Janeiro é um dos mais importantes teatros brasileiros. Localiza-se na Cinelândia, centro do Rio de Janeiro.
Inaugurado em 14 de julho de 1909 durante a prefeitura de Souza Aguiar, mas tendo a obra sido iniciada no governo anterior (de Pereira Passos), como parte do conjunto arquitetônico das obras de reurbanização do Rio de Janeiro e abertura da Avenida Central, exerce desde sua inauguração um importante papel para a cultura carioca e nacional, recebendo em seu palco importantes artistas, orquestras e companhias de ballet.
Apesar do nome, o teatro não pertence ao município, mas está vinculado ao estado do Rio de Janeiro. Atualmente, o teatro é dirigido pela Fundação Theatro Municipal do Rio de Janeiro, que tem Clara Paulino como presidente, o cantor lírico Eric Herrero como diretor artístico e Maria Thereza Ribeiro Fortes como vice-presidente.
Para suas temporadas líricas, o teatro conta com os seguintes corpos artísticos: Orquestra Sinfônica do Theatro Municipal do Rio de Janeiro, Coro do Theatro Municipal do Rio de Janeiro e Ballet do Theatro Municipal do Rio de Janeiro.
Ligada também ao teatro existe a Escola Estadual de Dança Maria Olenewa.

## História

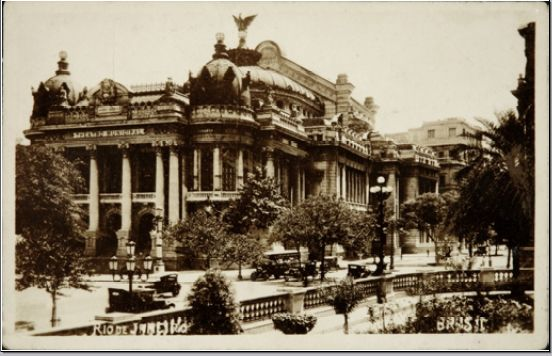
Theatro Municipal do Rio de Janeiro: cartão postal (c. 1909).

A atividade teatral era, na segunda metade do século XIX, muito intensa na cidade do Rio de Janeiro. Ainda assim, a cidade não dispunha de uma sala de espetáculos que correspondesse plenamente a essa atividade e que estivesse à altura da então capital do país. Os seus dois teatros, o de São Pedro e o Lírico, eram criticados pelas suas instalações, quer pelo público, quer pelas companhias que neles atuavam.

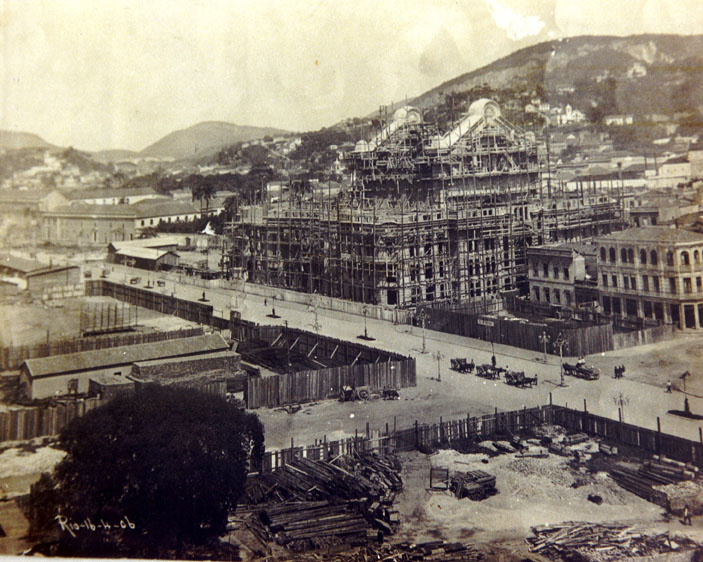
O teatro em construção, 1906.

Após a Proclamação da República brasileira (1889), em 1894 o autor teatral Arthur Azevedo lançou uma campanha para que um novo teatro fosse construído para ser sede de uma companhia municipal, a ser criada nos moldes da Comédie-Française. Entretanto, naqueles agitados dias, a campanha resultou apenas em uma lei municipal, que determinou a construção do teatro municipal. Essa lei não foi cumprida, apesar da cobrança de uma taxa para financiar a obra. Observe-se que a arrecadação desse novo tributo nunca foi utilizada para a construção do teatro.
Seria necessário esperar até à alvorada do século XX quando a sua construção viria a representar um dos símbolos do projeto republicano para a então capital do Brasil. À época, o então prefeito Pereira Passos promoveu uma grande modernização do centro da cidade, abrindo-se, a partir de 1903, a Avenida Central (hoje avenida Rio Branco) moldada à imagem dos boulevards parisienses e ladeada por magníficos exemplares de arquitetura eclética.
Nesse contexto, realizou-se um concurso para a construção de um novo teatro, do qual saiu vitorioso o projeto de Francisco de Oliveira Passos (filho do então prefeito Francisco Pereira Passos), que contou com a colaboração do francês Albert Guilbert, com um desenho inspirado na Ópera de Paris, de Charles Garnier.
O edifício foi iniciado em 1905 sobre um alicerce de mil e seiscentas estacas de madeira fincadas no lençol freático. Para decorar o edifício, foram chamados os mais importantes pintores e escultores da época, como Eliseu Visconti, Rodolfo Amoedo e os irmãos Bernardelli. Também foram recrutados artesãos europeus para executar vitrais e mosaicos.

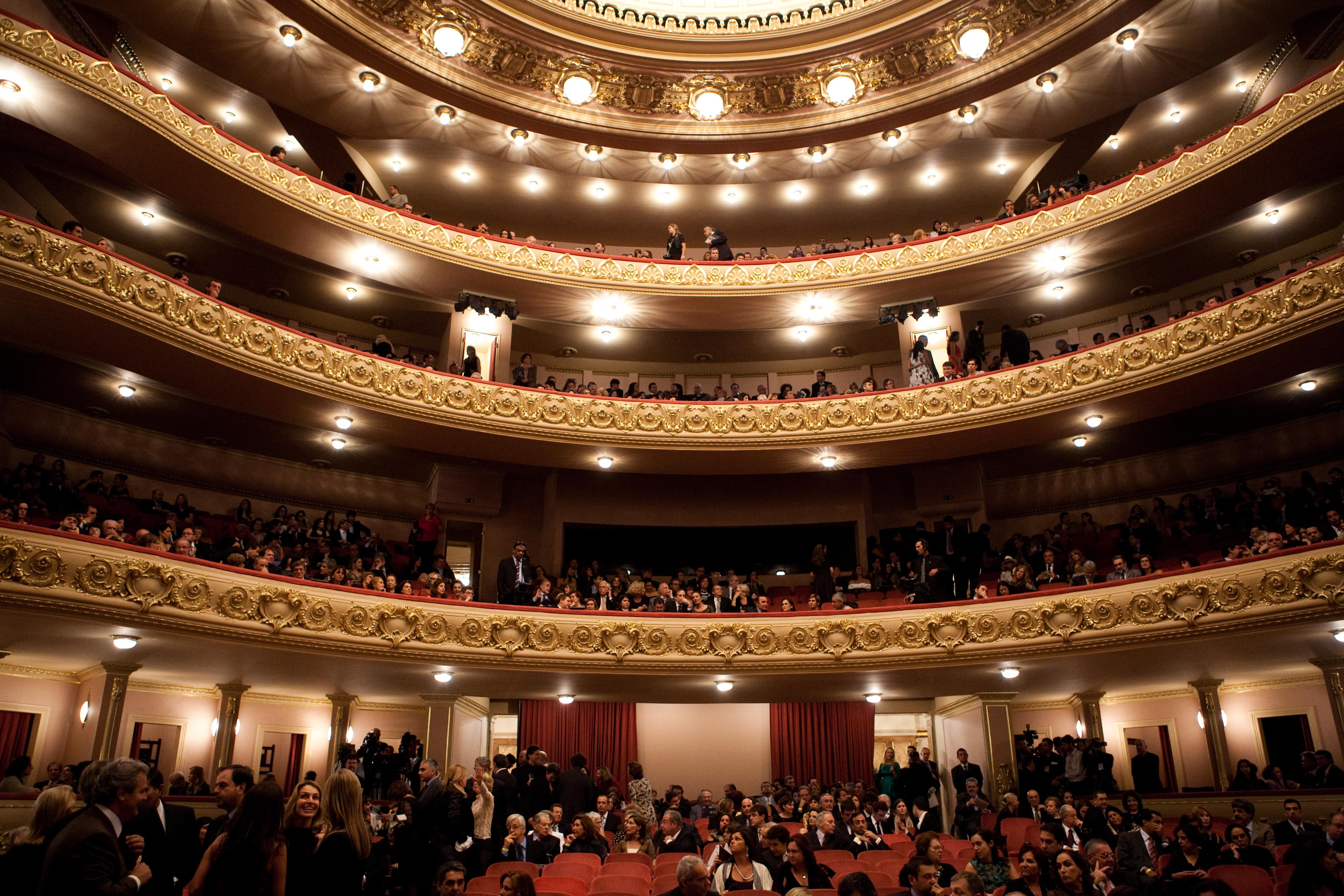
Ministério da Cultura - Espetáculo de reinauguração do Theatro Municipal do Rio de Janeiro (10)

Finalmente, quatro anos e meio mais tarde — um tempo recorde para a obra, que teve o revezamento de 280 operários em dois turnos de trabalho —, no dia 14 de julho de 1909, foi inaugurado pelo então presidente da República, Nilo Peçanha, o Theatro Municipal do Rio de Janeiro. Francisco de Souza Aguiar era o então prefeito da cidade.
Originalmente com capacidade para 1 739 espectadores, em 1934, com a constatação de que o teatro estava pequeno para o tamanho crescente da população da cidade, a capacidade da sala foi aumentada para 2 205 lugares. A obra, apesar de sua complexidade, foi realizada em apenas três meses, também tempo recorde para a época. Posteriormente, com algumas modificações, chegou-se ao número atual de 2 361 lugares.

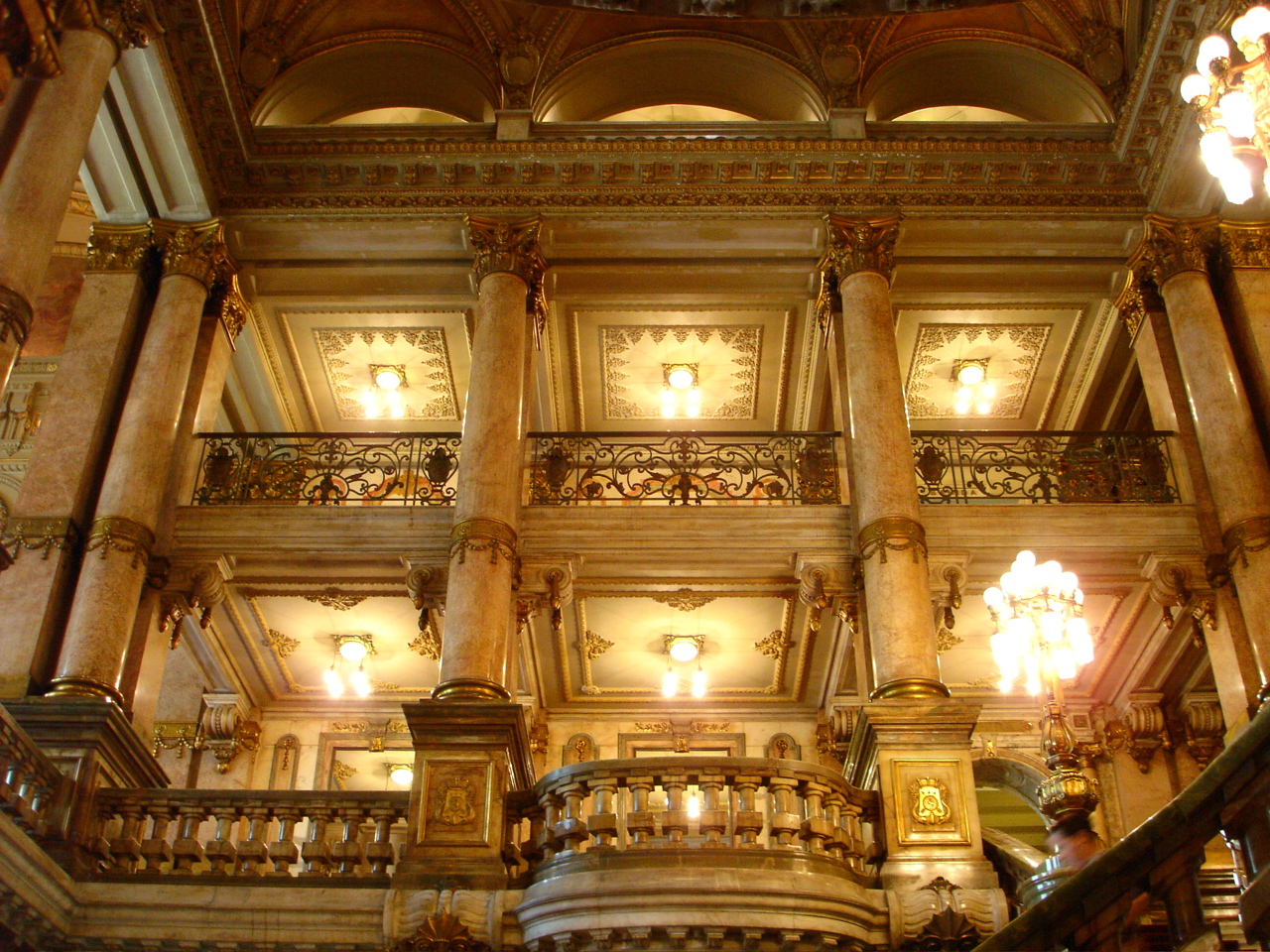
Theatro Municipal do Rio de Janeiro: aspecto interno.

Em 1975, a 19 de outubro, o teatro foi fechado para obras de restauração e modernização de suas instalações e reaberto em 15 de março de 1978. No mesmo ano foi criada a Central Técnica de Produção, responsável por toda a execução dos espetáculos da casa.
Em 1996 iniciou-se a construção do edifício anexo, visando desafogar o teatro dos ensaios para os espetáculos, que, com a atividade intensa da programação durante todo o ano, ficou pequeno para eles e, também, para abrigar condignamente os corpos artísticos. Com a inauguração do anexo, o coro, o balé e a orquestra ganharam novas salas de ensaio e espaço para as suas práticas artísticas.
Em seus primórdios, apresentavam-se no teatro apenas companhias e orquestras estrangeiras — especialmente as italianas e francesas —, até que, em 1931, foi criada a Orquestra Sinfônica do Theatro Municipal do Rio de Janeiro. Entre as personalidades ilustres que pisaram no palco do Theatro Municipal destacam-se os nomes de Maria Callas, Renata Tebaldi, Arturo Toscanini, Sarah Bernhardt, Bidu Sayão, Eliane Coelho, Heitor Villa-Lobos, Igor Stravinsky, Paul Hindemith, Ruth de Souza, Alexander Brailowsky entre outras. Além da orquestra, hoje a casa abriga o Coro do Theatro Municipal do Rio de Janeiro e o Ballet do Theatro Municipal do Rio de Janeiro e são apresentados, majoritariamente, programas de dança e de música erudita.
No dia 20 de março de 2011, o presidente americano Barack Obama, numa visita com fins de buscar novos tratados comerciais com o Brasil, falou ao povo brasileiro do palco do Theatro Municipal, onde reconheceu o Brasil como uma das maiores democracias do mundo contemporâneo, uma democracia que inspira a outras em dimensão intercontinental.

## Obras de arte

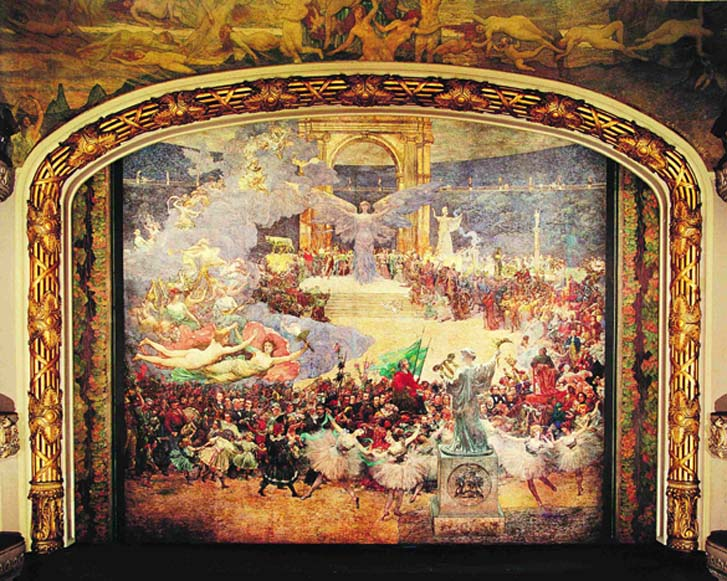
Eliseu Visconti - Pano de Boca do Theatro Municipal do Rio de Janeiro - A Influência das Artes Sobre a Civilização - 12 x 16 m - 1908.

O Theatro Municipal do Rio de Janeiro ostenta obras dos mais renomados artistas brasileiros na época de sua construção. Pinturas de Eliseu Visconti, Henrique Bernardelli e Rodolfo Amoedo e esculturas de Rodolfo Bernardelli.
Eliseu Visconti é o artista com maior presença na ornamentação do teatro, sendo de sua autoria todas as pinturas da sala de espetáculos: o majestoso pano de boca (maior tela já pintada no Brasil), teto sobre a plateia (plafond) e friso sobre o palco (proscênio). Também de Eliseu Visconti são as pinturas do “foyer” do teatro (teto e painéis laterais), consideradas como obra prima da pintura decorativista no Brasil.
Rodolfo Amoedo executou oito pinturas nas paredes laterais das rotundas do “foyer”, sendo de Henrique Bernardelli a autoria das pinturas dos tetos das duas rotundas. 
O restaurante Assirius, no subsolo do teatro, tem a particularidade de ter uma decoração em estilo assírio.

## Reformas
|                                                           |  |                                              |
| Exterior do teatro antes das reformas, fevereiro de 2008. |  | Fachada totalmente restaurada, maio de 2010. |

Em comemoração aos cem anos do Theatro Municipal do Rio de Janeiro, foram iniciadas extensas obras no teatro que, foi totalmente restaurado ao estilo original.
Para resgatar a beleza original ao teatro, construído no início do século anterior, foram investidos 70 milhões de reais nos trabalhos de restauro, que duraram mais de novecentos dias.
Para resgatar o dourado nos ornamentos do teatro, foram utilizadas milhares de folhas de ouro de 23 quilates compradas na Alemanha e que adornam os detalhes da fachada e da cúpula, como detalhou a Secretaria de Cultura do Rio de Janeiro, da qual depende a Fundação Theatro Municipal.
Cerca de 250 operários trabalharam durante os quase três anos das obras no prédio, um dos mais belos do centro do Rio de Janeiro.

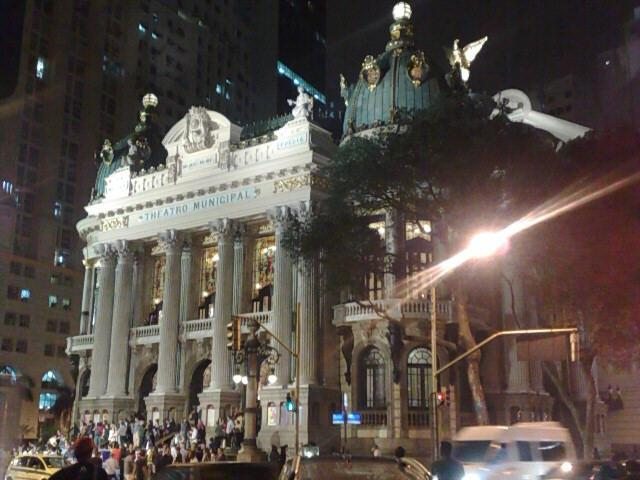
Nova iluminação do teatro municipal após as reformas.

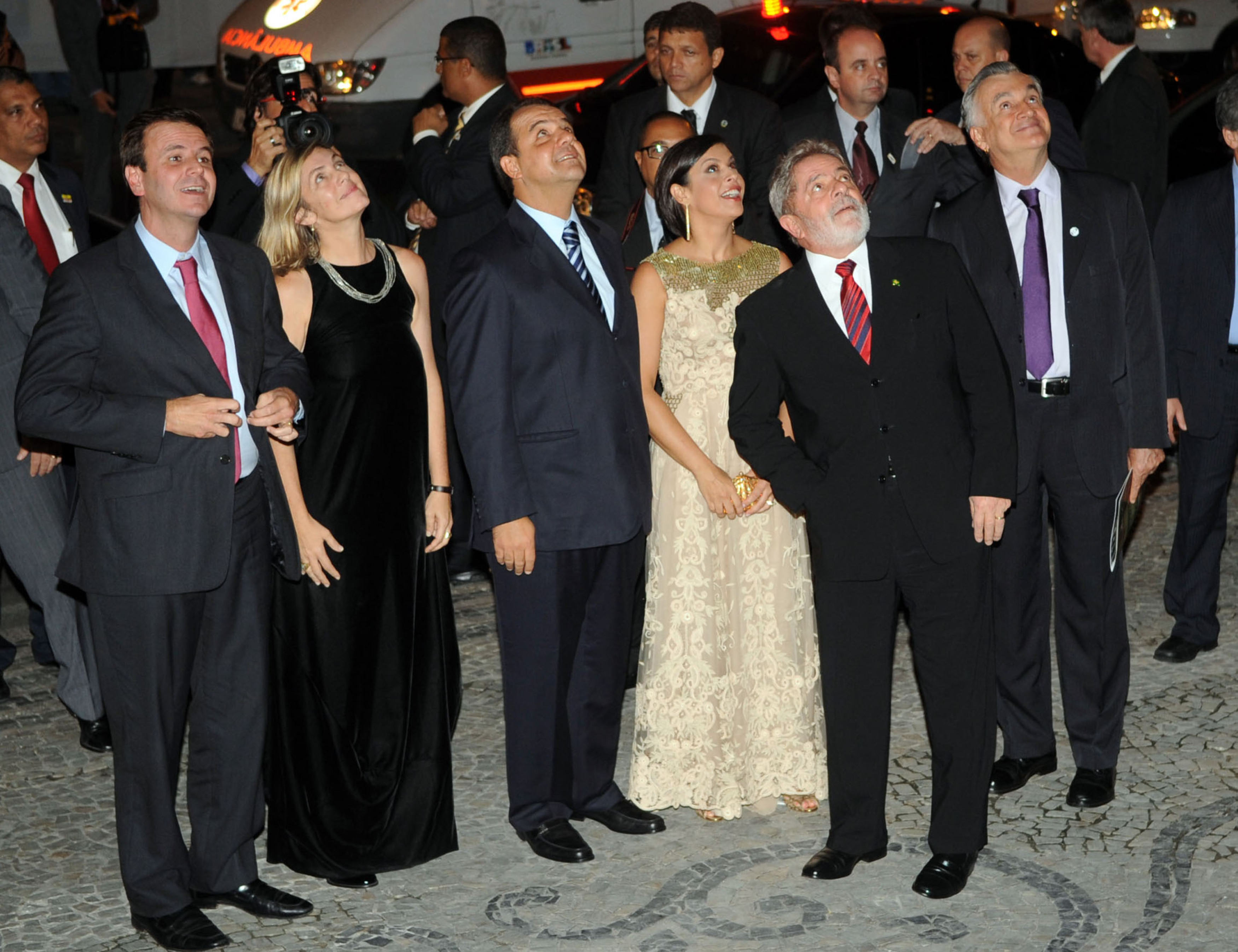
Em 27 de maio de 2010, autoridades durante a cerimônia de reinauguração do teatro.

Além da restauração dos adornos principais, da águia dourada de cobre com suas asas abertas no centro do telhado, das três cúpulas douradas, dos vitrais e da fachada com escadaria de pedra, foram retocadas também outras 23 obras de artes internas que receberam inovações tecnológicas. Dentre os trabalhos realizados, destacou-se, pela importância da obra e pelo estado de deterioração em que se encontrava, a restauração dos painéis que Eliseu Visconti realizou para o foyer do teatro, considerados como uma obra-prima da pintura decorativista no Brasil. Embora estivessem bastante danificados, atingidos durante vinte anos por infiltrações na cúpula do teatro, a perfeição do trabalho trouxe de volta, com impressionante fidelidade, a pintura de Visconti.
Sem interferir na estética, o palco recebeu um elevador para o piano (para evitar que a peça destoe) e todos os equipamentos usados no cenário serão controlados por um software instalado pela mesma empresa austríaca que equipou o teatro La Fenice, em Veneza, e o Staatsoper, em Berlim.
A restauração das paredes trouxe, à tona, obras feitas há 80 anos, cobertas por reformas e até mesmo pelo pó. A mais grata surpresa foi a descoberta do friso sobre o proscênio original, escondido num vão entre duas paredes acima da boca de cena. Pintado em Paris por Eliseu Visconti em 1907, o antigo friso com certeza foi preservado intencionalmente pelo artista. Os historiadores acreditavam que a pintura teria sido destruída ao ser substituída por Visconti em 1936 quando, por força do alargamento do palco, um novo friso lhe foi encomendado. Outra surpresa foi a descoberta de uma passagem secreta.
O Theatro Municipal reabriu com 219 mil folhas de ouro e 57 toneladas de cobre, além de 1 500 novas luminárias e com mais de cinco mil lâmpadas.
A reinauguração ocorreu em 27 de maio de 2010, com a presença do então presidente Luiz Inácio Lula da Silva, do ministro da Cultura, Juca Ferreira, do governador estado do Rio de Janeiro, Sérgio Cabral Filho, do prefeito da cidade do Rio de Janeiro, Eduardo Paes, entre outros.